# A+ (Musiker)
A+ (* 29. August 1982 in Hempstead, Long Island, New York; eigentlich André Levins) ist ein US-amerikanischer Rapper.

## Biografie
Levins Karriere begann 1995, als er im Alter von 12 Jahren einen vom Musiklabel Def Jam durchgeführten Rapwettbewerb gewann. Bei dieser Veranstaltung wurde Kedar Massenburg, Manager von D’Angelo, auf A+ aufmerksam und nahm ihn als ersten Künstler für sein neu gegründetes Label Kedar Entertainment unter Vertrag.
Sein erstes Album The Latch-Key Child veröffentlichte A+ 1996 im Alter von 13 Jahren.
1999 folgte das Album Hempstead High. Darauf ist auch das Lied Enjoy Yourself zu finden, bei dem A+ einen Rap auf A Fifth of Beethoven von Walter Murphy, das eine Adaption der 5. Sinfonie Ludwig van Beethovens ist, aufbaut. Mit diesem Titel erreichte er die internationalen Charts.

## Diskografie

### Alben
- 1996: The Latch-Key Child
- 1998: Hempstead High
- 2005: Back 2 Business (A Legend in the Making) (mit DJ Don Demarco)

### Singles
- 1996: All I See
- 1996: Party Joint
- 1996: A+Z
- 1997: She Don’t Love You
- 1998: Enjoy Yourself
- 1999: Bet She Don’t Love You (feat. Joe)
- 1999: It’s On You

## Auszeichnungen für Musikverkäufe
| Goldene Schallplatte - Belgien - 1999: für die Single Enjoy Yourself - Japan - 1999: für das Album Hempstead High |

| Land/RegionAuszeichnungen für Musikverkäufe (Land/Region, Auszeichnungen, Verkäufe, Quellen) | Gold     | Platin | Verkäufe | Quellen     |
| -------------------------------------------------------------------------------------------- | -------- | ------ | -------- | ----------- |
| Belgien (BRMA)                                                                               | Gold1    | —      | 25.000   | ultratop.be |
| Japan (RIAJ)                                                                                 | Gold1    | —      | 100.000  | riaj.or.jp  |
| Insgesamt                                                                                    | 2× Gold2 | —      |          |             |